# Aldo Berti
Aldo Berti (* 29. Februar 1936 in Rignano sull’Arno; † 26. Dezember 2010 in Florenz) war ein italienischer Schauspieler.

## Leben
Berti begann seine Karriere als Filmschauspieler 1956 in Tempo di villeggiatura, war aber erst ab 1961 kontinuierlich in meist Nebenrollen, oftmals als Bösewicht, zu sehen. 1960 war er nach Rom gekommen und machte die Bekanntschaft zahlreicher Künstler; unter anderem lebte er mehrere Jahre mit Schauspielerin Barbara Steele zusammen. Unter seinen knapp 40 Rollen waren viele in Italowestern, unter anderem als Pokerspieler in Spiel mir das Lied vom Tod. 1973 bereits beendete er diesen Teil seines Lebens, zu dem auch edukative Filme und Theaterauftritte gehörten. Er begab sich auf Reisen, die ihn nicht nur in die Metropolen der westlichen Welt, sondern auch nach Südamerika führten.
1979 hielt er sich wieder längere Zeit in Italien auf und veröffentlichte neben Zeitschriftenartikeln auch den Gedichtband Canto finale. Während einer Reise, die er mit Ärzte ohne Grenzen nach dem sudanesischen Dschuba durchführte, erlebte er am 14. Februar 1984 einen großangelegten Überfall mit, dem Hunderte Menschen zu Opfer fielen; Berti war einer von nur sechs Überlebenden. Nach diesem Erlebnis zog er sich zurück und lebte bis Oktober 2010 in Marokko. Er kehrte nach einer Hirntumor-Diagnose in seine Heimat zurück, wo er wenig später starb.

## Filmografie (Auswahl)
- 1956: Das fröhliche Urlaunshotel (Tempo di villeggiatura)
- 1961: Meuterei (L'ammuntimamento)
- 1961: Die Nächste bitte! (Il mantenuto)
- 1962: Kaiserliche Venus (Venere imperiale)
- 1965: Jetzt sprechen die Pistolen (Perché uccidi ancora?)
- 1965: Der Killer der sündigen Mädchen (Le notti della violenza)
- 1965: Kopfgeld für Ringo (Uno straniero a Sacramento)
- 1966: Ein Engel für den Teufel (Un angelo per Satana)
- 1966: Ramon il Messicano
- 1966: Vajas con Dios, Gringo
- 1967: Ein Dollar zwischen den Zähnen (Un dollaro tra i denti)
- 1967: Escondido (El Desperado)
- 1967: Nato per uccidere
- 1968: Spiel mir das Lied vom Tod (C'era una volta il West)
- 1968: Die schmutzigen Dreizehn (Quindici forche per un assassino)
- 1969: La taglia è tua… l’uomo l’ammazzo io
- 1970: Ehi amigo, sei morto!
- 1970: Der Gefürchtete (Sartana nella valle degli avvoltoi)
- 1970: Das normannische Schwert (La spada normanna)
- 1970: Sartana – noch warm und schon Sand drauf (Buon funerale, amigos… paga Sartana)
- 1970: Schach der Mafia (Scacco allo mafia)
- 1971: Un uomo chiamato Dakota
- 1972: Bada alla tua pelle Spirito Santo!
- 1972: Spirito Santo e le 5 magnifiche canaglie